# Lucjan Śnieżek
Lucjan Śnieżek – profesor nauk inżynieryjno-technicznych i prorektor Wojskowej Akademii Technicznej im. Jarosława Dąbrowskiego w Warszawie, nauczyciel akademicki innych uczelni, specjalista w zakresie podstawy konstrukcji maszyn i wytrzymałości zmęczeniowej.

## Życiorys
W 1987 ukończył studia na kierunku mechanika i budowa maszyn w Wojskowej Akademii Technicznej im. Jarosława Dąbrowskiego w Warszawie. Na tej uczelni na Wydziale Mechanicznym na podstawie dorobku naukowego oraz rozprawy pt. Analiza trwałości zmęczeniowej rurociągu przemysłowego uzyskał w 2011 stopień doktora habilitowanego nauk technicznych w dyscyplinie budowa i eksploatacja maszyn specjalność podstawy konstrukcji maszyn. W 2020 otrzymał tytuł profesora nauk inżynieryjno-technicznych.
Był nauczycielem akademickim Politechniki Warszawskiej w Wydziale Inżynierii Produkcji (Instytut Mechaniki i Poligrafii), w Wyższej Szkole Ekologii i Zarządzania w Warszawie i Państwowej Wyższej Szkole Zawodowej w Ciechanowie. Został profesorem nadzwyczajnym Wojskowej Akademii Technicznej im. Jarosława Dąbrowskiego w Warszawie i prorektorem tej uczelni w kadencji 2016–2020.